# Мажич, Милорад
Милорад Мажич (серб. Milorad Mažić; род. 23 марта 1973, Врбас, САК Воеводина) — сербский футбольный судья. Судья ФИФА с 2009 года. Один из судей чемпионата мира 2014 года.
Дебютировал в качестве главного судьи матча высшего дивизиона чемпионата Сербии 18 августа 2007 года. В 2009 году дебютировал на международной арене, отсудив ряд матчей финальной стадии юношеского чемпионата Европы в Германии, так же в 2009 году впервые отсудил отборочный матч к чемпионату мира 2010 года между сборными Финляндии и Уэльса (2:1). В 2011 году отсудил три игры на молодёжном чемпионате Европы в Дании. В 2013 году судил два матча молодёжного чемпионата мира в Турции.
С 2009 года привлекается к судейству Европейских клубных турниров, дебютировал с матча отборочного раунда Лиги Европы УЕФА 2009/10 между клубами Лланелли и Мотеруэлл (0:3). В 2013 году судил полуфинальный матч Лиги Европы УЕФА 2012/13 между клубами Фенербахче и Бенфика (1:0), судил ряд матчей группового этапа Лиги чемпионов УЕФА.
15 января 2014 года вместе с двумя помощниками Далибором Джюрджевичем и Милованом Ристичем выбран одним из судей чемпионата мира по футболу 2014 года в Бразилии.
7 мая 2018 года был назначен главным арбитром на финал Лиги чемпионов между мадридским «Реалом» и «Ливерпулем».
В 2018 году вошёл в число арбитров для обслуживания матчей финальной стадии Чемпионата мира 2018 года в России.
В 2019 году был назван лучшим судьёй китайской Суперлиги, став первым иностранцем, получившим это звание.
27 июня 2023 года РФС объявил о назначении Мажича на пост руководителя департамента судейства.

## Награды
- Серебряная медаль «За заслуги» (2017, Сербия)[6].